# Ley de vagos y maleantes
La ley de vagos y maleantes fue aprobada el 4 de agosto de 1933 por las Cortes de la Segunda República española con la finalidad de tratar a los vagabundos, nómadas, proxenetas y otras personas con comportamientos considerados incívicos y antisociales. Fue más tarde reformada por la dictadura franquista para reprimir también a los homosexuales. Conocida popularmente como la Gandula, la ley fue aprobada por consenso de todos los grupos políticos de la República.
Por ser una ley que no sancionaba delitos, sino que intentaba prevenirlos antes de su comisión, no incluía penas, sino medidas de alejamiento, control y retención de los individuos supuestamente peligrosos hasta que se determinara que se había acabado su peligrosidad. Su desarrollo reglamentario y posterior ejecución desvirtuaron por completo la ley: se crearon campos de internamiento llamados «Reformatorios de Vagos y Maleantes» y se utilizó para reprimir a las personas sin recursos potencialmente delincuentes tanto durante la Segunda República como, posteriormente, durante el franquismo.

## Ámbito
La categorización de las conductas antisociales a perseguir incluidas en el artículo 2 de la ley eran diez:
1. Los vagos habituales.
2. Los rufianes y proxenetas.
3. Los que no justifiquen cuando legítimamente fueren requeridos para ello por las autoridades y sus agentes, la posesión o procedencia de dinero o efectos que hallaren en su poder o que hubieren entregado a otros para su inversión o custodia.
4. Los mendigos profesionales y los que vivan de la mendicidad ajena o exploten a menores de edad, a enfermos mentales o a lisiados.
5. Los que exploten juegos prohibidos o cooperen con los explotadores a sabiendas de esta actividad ilícita, en cualquier forma.
6. Los ebrios y toxicómanos habituales.
7. Los que para su consumo inmediato suministren vinos o bebidas espirituosas a menores de catorce años en lugares y establecimientos públicos o en instituciones de educación e instrucción y los que de cualquier manera promuevan o favorezcan la embriaguez habitual.
8. Los que ocultaren su verdadero nombre, disimularen su personalidad o falsearen su domicilio mediante requerimiento legítimo hecho por las autoridades o sus agentes, y los que usaren o tuvieren documentos de identidad falsos u ocultaren los propios.
9. Los extranjeros que quebrantaren una orden de expulsión del territorio nacional.
10. Los que observen conducta reveladora de inclinación al delito, manifestada por el trato asiduo con delincuentes y maleantes; por la frecuentación de los lugares donde éstos se reúnen habitualmente; por su concurrencia habitual a casas de juegos prohibidos, y por la comisión reiterada y frecuente de contravenciones penales.

## Trámite parlamentario y aprobación
El proyecto de ley presentado a las Cortes pretendía acabar con el modelo existente de persecución de sujetos “de dudosa moral” que existía en España, de carácter administrativo, basado en las atribuciones que los estatutos provinciales otorgaban a los gobernadores civiles, los cuales tenían la capacidad de “reprimir los actos contrarios a la religión, a la moral o a la decencia pública, imponiendo multas o, en defecto de pago, ordenando el arresto supletorio del blasfemo, inmoral o indecente”. Este modelo administrativo era el origen del arresto sustitutorio de quince días por impago de multas que se hubiesen impuesto a aquellos que hubieran realizado “actos contrarios a la moral o a la decencia pública”, lo que dio lugar a la figura del “quincenero”, que era como se conocía popularmente al delincuente habitual que, ante la imposibilidad de pagar las multas que le eran impuestas, pasaba periodos de quince días en la cárcel hasta que volvía a ser puesto en libertad.
La redacción del primer proyecto que presentó el gobierno de Manuel Azaña, encontró bastantes reticencias. Como consecuencia de las discrepancias y la falta de mayoría para su aprobación, se encargó la redacción de un nuevo proyecto a Mariano Ruíz-Funes y al célebre penalista, y también miembro del partido socialista, Luis Jiménez de Asúa. Este último había dedicado buena parte de su carrera académica a estudiar la criminalidad pre-delictual y el “estado peligroso”, entendiendo que en él se encontraba la clave para poner solución a problemas que, en el ámbito penal, se venían produciendo en materia de control de la actividad delictiva desde mucho tiempo atrás. De hecho, en 1922 Asúa había planteado su teoría de la “dualidad de códigos”, considerando necesaria la existencia de dos códigos penales de forma simultánea, uno preventivo y otro código sancionador (11 años después el catedrático de derecho penal tenía la posibilidad de aplicar en España su teoría jurídica).
Se presentó un nuevo proyecto de ley, y la ley fue aprobada en un parlamento mayoritariamente de izquierdas, que sin embargo, buscó el consenso de la oposición de derechas para su aprobación por unanimidad, de tal modo que con el texto aprobado finalmente los padres de la norma quedaron descontentos tras el gran número de enmiendas que se introdujeron al proyecto, lo que llevaría a Asúa a decir que la mayoría de las modificaciones introducidas habían sido negativas y habían convertido la ley en “más dura, menos flexible, más casuística, incongruente y mucho menos elegante” que el proyecto inicial. A modo de resumen, se puede apuntar que se introdujo la distinción entre "peligrosidad sin delito" y "peligrosidad criminal", incluyendo dentro del primer grupo a “vagos habituales”, “rufianes y proxenetas”, “mendigos profesionales”, explotadores de “juegos prohibidos”, “ebrios y toxicómanos habituales” y a “los que observen conducta reveladora de inclinación al delito manifestada por el trato asiduo con delincuentes y maleantes por la comisión reiterada de contravenciones penales”. A éstos, con excepción de los adictos, que eran recluidos en “Casas de templanza”, se les imponían medidas de seguridad, que podrían ir desde el internado en un “Establecimiento de trabajo” hasta la prohibición de residir en un lugar determinado, además de otras medidas como la “sumisión a una vigilancia de Delegados”.

## La aplicación de la ley
El uso abusivo de la ley se vio ampliado por la publicación en 1935 del Reglamento sobre Vagos y Maleantes (como dijo el conde de Romanones: "Ustedes hagan la ley, que yo haré el reglamento"). Ese reglamento, contradiciendo todo principio jurídico, alteró el contenido de la ley mediante la adición de nuevas categorías del estado peligroso y la inclusión de una cláusula final que posibilitaba la interpretación analógica. En este contexto abundó el castigo automático de los delitos contra la propiedad, las declaraciones de peligrosidad sin análisis psicológico, la ausencia de individualización de la pena, la evitación anticipada de formas de reincidencia y otra serie de actos que iban en contra de la esencia misma de la ley. Esta desnaturalización de la norma, unida a la falta de medios materiales que desde un primer momento impidió la correcta aplicación de la misma, se tradujo, no solo en la oposición a la norma por parte de uno de sus creadores, Luis Jiménez de Asúa, sino en el rechazo de gran parte de la sociedad más progresista. Tras la victoria electoral del Frente Popular, el corto periodo transcurrido entre las elecciones y el estallido de la Guerra Civil hizo imposible una reforma o incluso una derogación de la ley; de este modo, las izquierdas del primer bienio republicano habían establecido las bases para la represión durante Franquismo.
Tras la aprobación del reglamento, la ley podía ser utilizada arbitrariamente para la represión de las personas sin recursos. La ley podía ser usada para sancionar comportamientos que, sin ser delictivos, eran inconvenientes o mal vistos por la sociedad. La Gandula fue usada a discreción contra individuos que no tenían recursos y que resultaban molestos en ciertas poblaciones, ya que una de las medidas que se incluían era la expulsión de un determinado lugar o la obligación a residir donde el juez decidiese. La Ley de Vagos y Maleantes se convirtió de facto en una ley contra los más desfavorecidos y para su aplicación se llegaron a crear juzgados especiales por la ingente cantidad de procedimientos que se encausaban.

## Los establecimientos de trabajo y de custodia
La ley incluía en su articulado una mención especial para el tratamiento que se debe dar a todos los condenados por los juzgados creados para este cometido. En el capítulo II, en la parte relativa a las medidas de seguridad, incluye el internamiento en establecimientos de régimen de trabajo o colonias agrícolas, establecimientos de custodia y casas de templanza o asilos curativos. Para poder dar salida a la inmensidad de expedientes condenatorios —2400 en solo un mes— que propició esta ley, el gobierno de Lerroux planificó la construcción de tres colonias penitenciarias en la España continental y una en la isla de Annobón perteneciente a la Guinea Española.
En la península los campos estarían situados en Burgos, anexo a la prisión, otro en el Puerto de Santa María, en Cádiz, y otro en Alcalá de Henares, Madrid. Fue este último el primero en abrir en agosto de 1934. La apertura de este complejo de trabajos forzados fue noticia en toda la prensa de la época.

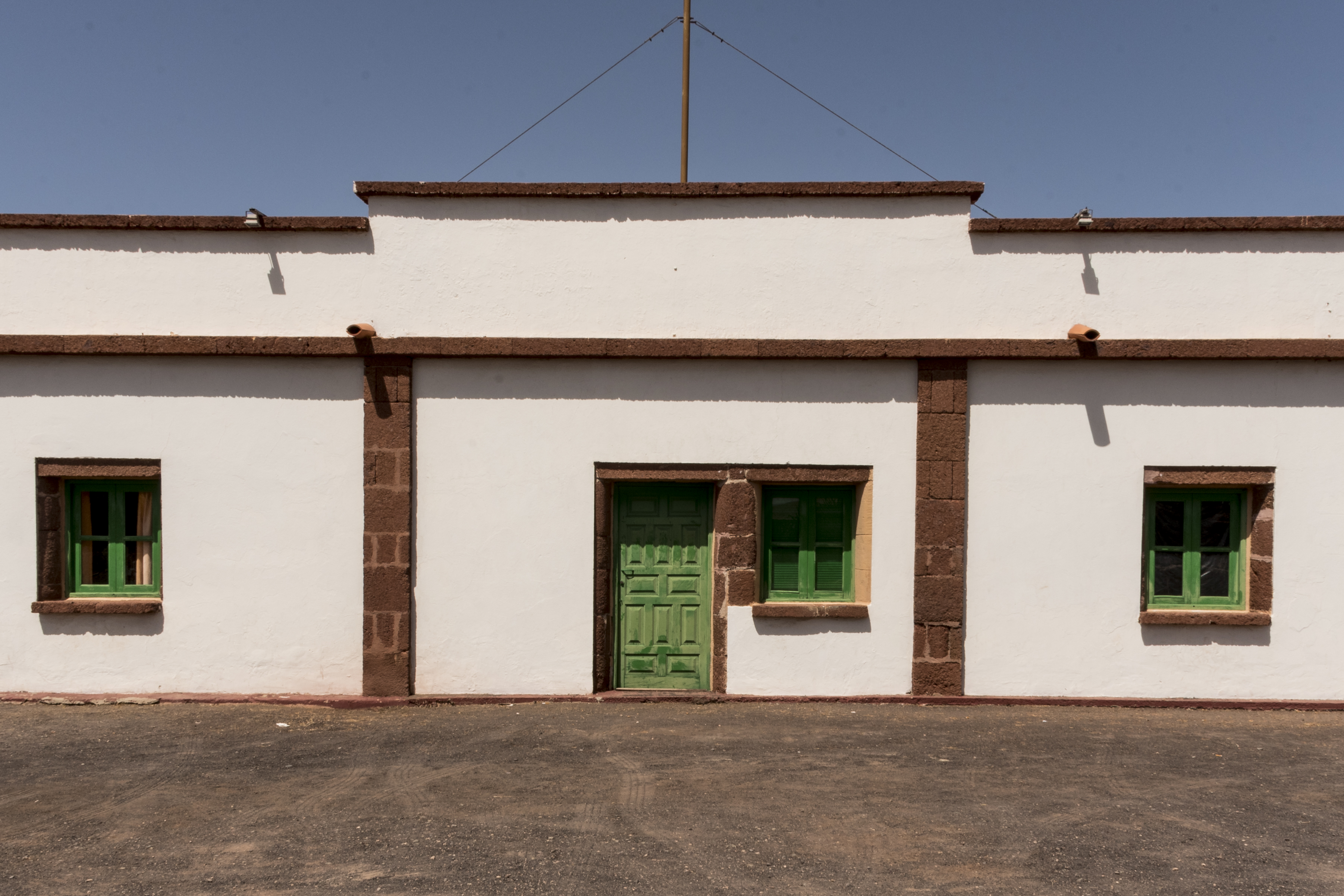
La Colonia Agrícola Penitenciaria de Tefía fue un campo de concentración durante la dictadura franquista que servía para la reclusión de presos comunes y políticos, y para la reeducación de homosexuales varones.

Los presos en los establecimientos de trabajo estaban obligados a realizar trabajos forzosos, en su mayoría en colonias agrícolas. La mayoría de los reclusos eran ladrones de poca monta y presos que fueron juzgados en virtud del capítulo uno de la ley, los vagos habituales, o lo que es lo mismo, los desempleados. Paradójicamente, los que casi nunca llegaban a entrar en los campos debido a su alto poder adquisitivo, porque les prestaba la ventaja de una buena defensa jurídica, eran los denominados “jugadores de ventaja y rufianes”, los comerciantes de mujeres o proxenetas. Como decía uno de los reportajes, «Hay un individuo, tratante de blancas, que al ser detenido en Madrid explotaba a cuatro mujeres, tenía alquiladas dos casas, poseía automóvil, guardaba en una cuenta corriente cerca de diez mil duros y tenía un maravilloso guardarropa con dieciocho o veinte trajes de corte y calidad impecables.»
Era habitual encontrar en la prensa de la época las sentencias del día aplicando la Ley de Vagos y Maleantes, que con total normalidad, hablaban de las penas de uno a tres años de internamiento en un "campo de concentración" dictadas por el juzgado de instrucción de turno.

## Modificaciones
La ley fue modificada por el régimen franquista para incluir la represión de los homosexuales el 15 de julio de 1954, como sigue (modificaciones en negrita):

«Artículo primero: (...) el número segundo del artículo segundo y el número segundo del artículo sexto de la Ley de Vagos y Maleantes, de cuatro de agosto de mil novecientos treinta y tres, queda redactados de la siguiente forma:
Artículo segundo.- Número segundo.- Los homoxesuales [sic], rufianes y proxenetas. (...).
Artículo sexto.-Número segundo.- A los homoxesuales [sic], rufianes y proxenetas, a los mendigos profesionales y a los que vivan de la mendicidad ajena, exploten menores de edad, enfermos o lisiados, se les aplicarán para que las cumplan todas sucesivamente, las medidas siguientes:

a) Internado en un establecimiento de trabajo o colonia agrícola. Los homoxesuales [sic] sometidos a esta medida de seguridad deberán ser internados en instituciones especiales y, en todo caso, con absoluta separación de los demás.

b) Prohibición de residir en determinado lugar o territorio y obligación de declarar su domicilio.

c) Sumisión a la vigilancia de los delegados.»

En 1970 fue sustituida y derogada por la ley sobre peligrosidad y rehabilitación social, de términos muy parecidos, pero que incluía penas de hasta cinco años de internamiento en cárceles o manicomios para los homosexuales y demás individuos considerados peligrosos sociales para que se «rehabilitaran». A pesar de que durante el periodo democrático esta ley ya no solía aplicarse, fue reformada casi por unanimidad en diciembre de 1978 para despenalizar, entre otras conductas, la mendicidad, la homosexualidad, el consumo de drogas, la venta de pornografía o el ejercicio de la prostitución, aunque la ley continuó vigente hasta su total derogación en el año 1995.